# Periphoba hidalgensis
Periphoba hidalgensis is een vlinder uit de familie nachtpauwogen (Saturniidae). De wetenschappelijke naam van de soort is voor het eerst geldig gepubliceerd in 2010 door Ronald Brechlin & Frank Meister.

## Type
- holotype: "male. 06.-10.VI.1995; leg. local collectors. genitalia slide GU-RBP 2010-1073"
- instituut: Museum Witt, München, Duitsland
- typelocatie: "Mexiko, Hidalgo, near Tlanchinol, 1500m, ca. 20.59°N, 98.39°W"